# 에이브러햄 링컨의 두 번째 취임 연설
에이브러햄 링컨은 1865년 3월 4일 토요일, 그의 두 번째 취임식에서 미국 대통령으로서 두 번째 취임 연설을 했다. 남북 전쟁에서 분리주의자들에 대한 승리가 며칠 앞으로 다가오고 미국의 모든 지역에서 노예제가 거의 끝나갈 무렵, 링컨은 행복이 아닌 슬픔에 대해 이야기했다. 일부는 이 연설을 재건 시대에 대한 그의 실용적인 접근 방식을 옹호하는 것으로 보는데, 그는 청중들에게 전쟁이 4년 전 시작되었을 때 양측 모두 미래를 상상하는 데 얼마나 잘못되었는지를 상기시키면서 패배한 반란군에 대한 가혹한 처우를 피하려고 했다. 그러나 링컨은 노예제라는 명백한 악을 인정함으로써 승리주의에 대한 거부를 균형 있게 유지했다. 이 연설은 게티즈버그 연설과 함께 링컨 기념관에 새겨져 있다.